# Almàssera
Almàssera är en kommun i Spanien.   Den ligger i provinsen Província de València och regionen Valencia, i den östra delen av landet, 300 km öster om huvudstaden Madrid. Antalet invånare är 7 295. Arean är 2,7 kvadratkilometer. Almàssera gränsar till Alboraya, Bonrepòs i Mirambell, Meliana, Tavernes Blanques och Valencia. 
Terrängen i Almàssera är mycket platt.